# Seznam kubanskih skladateljev
Seznam kubanskih skladateljev.

## L
- Ernesto Lecuona

## N
- Joaquín Nin

## R
- Arsenio Rodríguez
- Amadeo Roldán